# Port Saeed
Port Saeed è un quartiere residenziale di Dubai.